# Kovács Titusz
Kovács Titusz (Szabadszállás, 1954. október 3. –) magyar színművész.

## Pályafutása
Színházi karrierjét a főiskola elvégzése után, 1980-ban a debreceni Csokonai Színháznál kezdte, majd 1984-ben a József Attila Színházhoz került, ahol olyan mai színdarabok karaktereit formálta meg, mint Gilbert Edward Albee: Mindent a kertbe; Alex Yasmina Reza: Fények és árnyak; Wurst Peter Weiss: Mockinpott úr kínjai és meggyógyíttatása című drámákban. 1994 óta a Ruttkai Éva Színház tagja volt[mikor?].

## Filmjei
- 1981 – Alacsony az Ararát – Noé fia
- 1981 – Az a szép fényes nap – Vajk, a fia
- 1981 – Jegor Bulicsov és a többiek – Tyatyin
- 1983 – Buborékok – Solmay Béla
- 1983 – Harmodios… és meg kell dögleni – Fiú
- 1983 – Mint oldott kéve (televíziós sorozat) – Cézár
  - Jób lázadása
- 1984 – Különös házasság
  - Hanyatt-homlok
  - Yerma
- 1986 – Akli Miklós
  - Linda – Harangozó

## Színházi szerepei
József Attila Színház:
- Edward Albee: Mindent a kertbe (Gilbert)
- Yasmina Reza: Fények és árnyak („Art”?) (Alex)
- Peter Weiss: Mockinpott úr kínjai és meggyógyíttatása (Wurst)
- Kassák Lajos: Angyalföld (Miklós) (1983)[2]
- William Shakespeare: III. Richárd (Catesby) (1984)[3]
- Betty Comden–Adolph Green–Charles Stronse–Lee Adams: Taps (1985)[4]
- Shakespeare: Tévedések vígjátéka (Csipkedi, tanítómester) (1993)[5]

Debreceni Csokonai Nemzeti Színház:
- Alekszander Galin: A lelátó (Konyev) (1988)[6]